# Le legioni del tuono
Le legioni del tuono (Legion of Thunder) è un romanzo del 1999 di Stan Nicholls, facente parte della Trilogia degli Orchi.

## Trama
Quando ormai sembra tutto finito per Stryke ed Alfray, in procinto di essere sacrificati, nella stanza irrompono gli altri guerrieri della banda, scatenando il caos fra i troll presenti. Dopo una battaglia disperata, i Figli del Lupo riescono a fuggire dal regno dei troll, non prima di essersi impossessati della stella da questi custodita. Coilla, frattanto, nel tentativo di raggiungere il fuggitivo Haskeer cade preda di un'imboscata tesale da tre cacciatori di taglie (Micah Lekmann, Greever Aulay, Jabez Blaan), assoldati da Jennesta per dar la caccia ai Figli del Lupo. I tre uomini, capeggiati da Micah Lekmann, decidono di usare l'orchessa per ritrovare gli altri membri del gruppo, e poi venderli tutti come schiavi al mercato franco della città portuale di Hecklowe (disertando in questo modo gli ordini di Jennesta).
Venuti a conoscenza dal re dei troll della possibilità che un'altra stella (la quarta) potesse essere custodita dai centauri nella foresta di Drogan, Stryke decide di dividere la banda in due gruppi per seguire due diverse direzioni: l'uno, guidato dal caporale Alfray, in avanscoperta verso la terra dei centauri, e l'altro, guidato da Stryke, alla ricerca di Haskeer e della stratega Coilla.
Anche Haskeer finisce col seguire le stesse sorti dell'orchessa guerriera e, ancora in stato confusionale, viene catturato dagli umani capeggiati da Kimball Hobrow. L'orco viene però liberato poco dopo dai suoi compagni, proprio quando sta per essere impiccato. Ne nasce una battaglia furibonda fra gli orchi e gli umani, dove Haskeer dimostra di essere tornato in sé difendendo a spada tratta i suoi compagni. Viene perciò riammesso nel gruppo nonostante la sua fuga, considerata da Stryke non intenzionale, ma dovuta alla follia che lo aveva preso. Si rimettono perciò alla ricerca di Coilla, quando incontrano un umano cantastorie di nome Serapheim, il quale li informa della sorte dell'orchessa e di dove avrebbero potuto trovarla. Partiti in direzione di Hecklowe e, una volta giunti, di nuovo aiutati dal misterioso umano che indica loro l'edificio in cui era trattenuta l'orchessa, Stryke e i suoi guerrieri irrompono nell'edificio e liberano Coilla, scontrandosi con i cacciatori di taglie e con alcuni loro alleati goblin. Di nuovo riuniti, i guerrieri si dirigono, quindi, all'appuntamento con il resto del gruppo, e si presentano in pace al popolo dei centauri, spiegando al loro capo Keppatawn la situazione. Questi conferma di possedere la stella, ma dichiara di essere disposto a cederla solo in cambio dell'unico talismano in grado di guarirlo dalla sua zoppìa: una lacrima della strega Adpar, regina del popolo acquatico nyadd e sorella della crudele Jennesta, la stessa che gli aveva lanciato l'incantesimo che gli causò la deformità alla zampa.
Stryke e i suoi guerrieri si preparano così per la complicata impresa di assaltare il reame nyadd e strappare una lacrima alla sua terribile regina. Fortunatamente per loro, proprio nel medesimo momento Jennesta decide di ottenere la sua rivincita verso l'odiata sorella, lanciandole contro un terribile maleficio che lascia Adpar priva di forze e prossima alla morte. Così, al loro arrivo, i Figli del Lupo trovano il regno nyadd immerso nel caos, e riescono, con relativa facilità, ad introdursi nel palazzo della regina, dove trovano Adpar agonizzante nel suo letto. Qui Stryke, giocando d'astuzia, solletica il risentimento che Adpar prova nei confronti della sorella, riuscendo a farle versare un'unica lacrima di odio e frustrazione, che prontamente fanno scivolare in una fiala di ceramica consegnata loro dal centauro. Compiuta la missione, gli orchi fanno ritorno alla foresta di Drogan, dove porgono la fiala a Keppatawn in cambio della stella. Stryke, intanto, già da tempo cade preda di strani sogni, simili a visioni, in cui si ritrova in uno sconosciuto luogo lussureggiante, popolato solo da orchi e privo di umani e di conflitti. Questi sogni, ricorrenti e tanto vividi da sembrare reali, lo affliggono con così tanta insistenza da far dubitare l'orco della sua sanità mentale.